# ニンテンドー ゲームキューブ
ニンテンドー ゲームキューブ（NINTENDO GAMECUBE）は、任天堂が2001年に発売した家庭用ゲーム機。略称はゲームキューブ、キューブ、GC、NGC、GCN。21世紀最初の任天堂の家庭用ゲーム機に当たる。日本では9月14日、アメリカとカナダでは11月18日、ヨーロッパでは2002年5月3日に発売された。日本での発売当時のメーカー希望小売価格は2万5,000円。

## 概要
NINTENDO 64の後継機として開発された。NINTENDO 64では開発の困難さからソフト不足が発売当初から最後まで続いていた。また、ソフトウェア媒体であるROMカセットは容量不足を露呈していた。これらの失敗を生かして、ソフト開発しやすいこと、ピーク値の性能ではなく安定した数値を叩き出せる性能、ソフトウェア媒体の容量不足解消を念頭に置かれて本機は開発された。
本機は任天堂の家庭用ゲーム機では初めて8cm光ディスクを採用し、ROMカセットの欠点である容量不足と光ディスクの欠点であるローディング時間の両方の問題点を解消している。セーブデータは別売のメモリーカードユニットへの保存となった。
コントローラーは特徴的なデザインのボタンを採用し、アナログスティックをメインに添えた結果、従来の十字キーはサブのような扱いとなっている。標準で振動機能にも対応。新たな試みとして、別売の無線ワイヤレスコントローラーにも対応した。
本機は拡張性にも対応しており、ゲームボーイプレーヤーと接続することでゲームボーイアドバンスソフトを遊ぶことができる。
映像出力は従来のコンポジット、S端子、RGB21に加えて、コンポーネントとD端子が追加。コンポーネントとD端子については本体のDigital Port端子に専用のケーブルで接続する。尚、後期型のDOL-101ではコンポーネントとD端子での接続は不可能となった。
しかし、前世代機から始まったゲーム離れの現象やゲームの高性能化と複雑化の影響を受けたことに加えて、任天堂を含めたソフトの売り上げが伸びなかったことから出荷台数はNINTENDO 64よりも少なかった。
なお、任天堂ハードでは国内生産は本機が最後となった。日本発売は2001年9月14日、生産終了は2007年。

## 沿革
- 1998年5月29日 - 任天堂、ArtXと次世代家庭用ゲーム機にチップとグラフィックテクノロジーを提供する契約締結[7]。
- 1999年
  - 3月 - イタリアでの開発者向け会議にてニンテンドー・オブ・アメリカ（以下、NOA）会長のハワード・リンカーン（当時）から発表。当初はDVD-ROMを採用する可能性が高いとしていた[8]。
  - 5月12日 - 松下電器産業と任天堂、次世代家庭用ゲーム機を主体とした家電戦略での包括提携したと発表し、あわせて次世代家庭用ゲーム機「Dolphin」の基本仕様を公表[9][10]。NOA、次世代家庭用ゲーム機「Dolphin」用MPUをIBMが製造するなどの技術契約を締結[11]。
  - 9月7日 - 任天堂、次世代家庭用ゲーム機「Dolphin」にMoSysの1T-SRAM技術を使用すると発表[12]。
  - 9月30日 - NOA、S3と次世代家庭用ゲーム機「Dolphin」にS3の画像圧縮技術を使用する契約を結んだことを発表[13]。
  - 10月18日 - 日本電気（以下NEC）、任天堂から次世代家庭用ゲーム機「Dolphin」向けDRAM混載システムLSIの受注と、その受注に対応するために九州日本電気第8工場に新工場「第9拡散ライン」を建設すると発表[14]。
- 2000年
  - 8月23日 - 任天堂、Conexant Systemsと次世代家庭用ゲーム機「Dolphin」用のV90/56Kモデムを供給する契約を締結したと発表[15]。東京ビッグサイトで行われた発表会“the Nintendo difference”で披露[16]。
  - 8月24日 - 任天堂、商品名をニンテンドー ゲームキューブとすることを正式に発表し[4]、日本では2001年7月に、北米では2001年10月に発売、同時発売のゲームソフトは5タイトルだとした[17]。ATI Technologies、ニンテンドー ゲームキューブ向けのグラフィックスLSIの供給で、任天堂と独占的契約を締結[18]。
  - 8月25日 - 幕張メッセで、ニンテンドウスペースワールド2000が開催された。会場で、宮本茂氏の共同インタビューが行われた[19]。
- 2001年
  - 1月18日 - Criterion Software、3Dゲームの開発ツールである「RenderWare 3」が任天堂からニンテンドー ゲームキューブ用のミドルウェア・ソリューションとして認定を受けたと発表した[20]。
  - 1月24日 - メトロワークス、ニンテンドー ゲームキューブ用として初の統合開発環境である「CodeWarrior for NINTENDO GAMECUBE Release 1.0」を、同年2月1日に発売すると発表[21]。
  - 2月26日 - NEC、ニンテンドー ゲームキューブ向けDRAM混載システムLSIの生産に対応するために九州日本電気第8工場に建設していた新工場「第9拡散ライン」が竣工したと発表[22]。GAME Watchは、同工場が同年1月からすでに量産体制に入っていると報じた[23]。
  - 3月23日 - メガチップス、任天堂および旺宏電子（Macronix）の2社とゲームボーイアドバンスおよびニンテンドー ゲームキューブ向けLSIの生産に関する供給契約を締結したと発表[24]。
  - 4月18日 - 任天堂、ニンテンドー ゲームキューブの発売日を日本では同年9月14日に、北米では同年11月中旬に延期すると発表[25]。
  - 5月16日 - 任天堂、Electronic Entertainment Expoのカンファレンスセッションで実動機を公開し[26]、米国では同年11月5日から、欧州では2002年に発売すると発表[27]。また、「SUPER SMASH BROS. MELEE」など開発中のソフト紹介[26]。松下電器産業、ニンテンドー ゲームキューブ互換機「Panasonic DVD Player」を展示[28]。
  - 5月22日 - 任天堂、ニンテンドー ゲームキューブの日本国内価格をメーカー希望小売価格25,000円（税別）とし、同時発売のソフトのタイトルは2〜3本と発表[29]。
  - 8月9日 - ローソン、コンビニエンス・ストアに設置されている端末「Loppi」において、同年8月15日からニンテンドー ゲームキューブの本体・ソフトなどの予約開始[30]。
  - 8月23日 - IBM、グローバル・ブランドをさらに強化する新しい試みとして、IBMのテクノロジー製品が搭載されたコンシューマー向け電子機器を対象に、新しいIBMブランド・マークを導入することとし、その第一弾としてニンテンドー ゲームキューブの梱包箱にピールバック・ロゴが表記されると発表[31]。NOA、ニンテンドー ゲームキューブの北米での発売日を同年11月18日に延期すると発表[32]。
  - 8月24日 - 松下電器産業、任天堂スペースワールドでニンテンドー ゲームキューブ互換機「SL-GC10」の実動機を展示[33]。
  - 9月14日 - 日本で発売[34]。色はバイオレットのみ（ゲームキューブの発売の機にテキストロゴにゲームボーイアドバンスのフォントを流用）。
  - 9月26日 - 任天堂、ニンテンドー ゲームキューブ（DOL-001）の新色（オレンジと黒の2色）とコントローラ（DOL-003）の新色（バイオレット&クリア）を11月21日に日本市場に投入すると発表[35]。
  - 10月2日 - 松下電器産業、CEATEC JAPANでニンテンドー ゲームキューブ互換機「SL-GC10」の実動機を展示[36]。
  - 10月3日 - InterAct Accessories、ニンテンドー ゲームキューブにフィットする5.4インチ液晶モニタ「The Mobile Monitor 5.4 for GameCube」を11月中旬のニンテンドー ゲームキューブの北米発売に合わせて、充電式のバッテリ「The battery for GameCube」を12月中旬に全米で発売すると発表[37]。
  - 10月12日 - セガ、ニンテンドー ゲームキューブ用のキーボードコントローラをアスキーと共同で制作中であることを発表[38]。
  - 10月19日 - 松下電器産業、ニンテンドー ゲームキューブの互換機DVD/ゲームプレーヤー「Q」（SL-CG10）を同年12月14日より日本で発売すると発表[39]。松下ネットワークマーケティング、ニンテンドー ゲームキューブの互換機DVD/ゲームプレーヤー「Q」（SL-CG10）の販売に合わせて、家庭用ゲーム機サイト“DVDGAME.JP”を同日付けで開設すると発表[40]。
  - 11月18日 - 北米での販売開始。
- 2002年
  - 1月28日 - 任天堂、ニンテンドー ゲームキューブの欧州発売予定日を同年5月3日に決定し、20種のゲームソフトを同時発売すると発表[41]。
  - 2月18日 - ナムコとセガと任天堂の3社、家庭用ゲーム機ニンテンドー ゲームキューブのアーキテクチャを応用した次世代業務用汎用三次元コンピュータグラフィックスボード「トライフォース」の共同開発に関する業務提携に合意[42]。
  - 4月22日 - 任天堂、欧州におけるニンテンドー ゲームキューブのメーカー希望小売価格を199ユーロとすることを発表[43]。
  - 5月3日 - 欧州での販売開始。
  - 5月17日 - 豪州での販売開始[44]。
  - 5月20日 - NOA、ニンテンドー ゲームキューブの米国市場におけるメーカー希望小売価格を、同年5月21日から199.95ドルから149.95ドルに改定すると発表[45]。
  - 5月21日 - 任天堂、ニンテンドー ゲームキューブの日本市場におけるメーカー希望小売価格を、同年6月3日から税別25,000円から税別19,800円に改定すると発表した[45]。
  - 7月29日 - マルチタームがニンテンドー ゲームキューブ用のネットワークゲーム用通信ライブラリ「MassplayerSystem for NINTENDO GAMECUBE」ベータ版の提供を開始し、同年9月には製品版のリリースを予定していると報じた[46]。
  - 8月23日 - ブラジルでの販売開始。
  - 8月29日 - 任天堂、ニンテンドー ゲームキューブ用の周辺機器「モデムアダプタ（DOL-012）」を9月12日に、「ブロードバンドアダプタ（DOL-015）」を10月3日に発売すると発表[47]。
  - 9月20日 - IBM、ニンテンドー ゲームキューブ用PowerPCプロセッサの累積出荷数が1,000万個を突破したと発表[48]。
  - 10月1日 - 日本の「グッドデザイン賞」を受賞[49][50]。
  - 10月15日 - NEC、ニンテンドー ゲームキューブ向け1T-SRAMユニットの累積出荷数が2,500万個超に達したと発表[51]。
  - 10月29日 - ATI Technologies、ニンテンドー ゲームキューブ向けグラフィックスLSIの累積出荷数が1,200万個に達したと発表[52]。
  - 11月12日 - 大元C.I.（朝鮮語: 대원씨아이）、ニンテンドー ゲームキューブを韓国市場で12月14日より発売すると発表[53]。
  - 11月14日 - 任天堂、ニンテンドー ゲームキューブを台湾市場で11月21日に発売すると発表[54]。
  - 11月19日 - 任天堂、「ニンテンドー ゲームキューブ ゲームボーイプレーヤー（DOL-017）」の発売を日本国内では2003年3月、北米では同年5月に予定していると発表[55]。
  - 12月1日 - 本体のカラーバリエーションにシルバーを追加。
  - 12月14日 - 韓国・台湾・香港での販売開始。
- 2003年
  - 1月10日 - メトロワークス、ニンテンドー ゲームキューブ用の開発ハードウェアとソフトウェアをセットにした開発ツールキット「CodeWarrior for NINTENDO GAMECUBE TDEVバンドル版を2月下旬に発売すると発表[56]。SN Systems、従来の半額以下の価格となるニンテンドー ゲームキューブ向け開発キットを販売開始したと発表[57]。
  - 1月14日 - 任天堂、「ニンテンドー ゲームキューブ ゲームボーイプレーヤー」を日本国内で同年3月21日に発売することを発表[58]。HORI、「HORI デジタルコントローラ (仮称)」を日本国内で同年2月21日に発売することを発表[59]。
  - 4月 - 松下電器産業、ニンテンドー ゲームキューブの互換機DVD/ゲームプレーヤー「Q」（SL-CG10）専用ゲームボーイプレーヤーを開発中であることを発表[60]。
  - 4月30日 - 任天堂、「ニンテンドー ゲームキューブ SDカードアダプタ（DOL-019）」を日本国内で同年7月18日に発売すると発表[61]。
  - 5月21日 - 任天堂、ニンテンドー ゲームキューブ本体と「ニンテンドー ゲームキューブ ゲームボーイプレーヤー」を同梱した「エンジョイプラスパック」を、同年6月21日より日本国内で発売すると発表[62]。希望小売価格は1万9,800円。カラーバリエーションは、既存の4色全てで展開。
  - 7月15日 - ロジクール、任天堂のソフト「F-ZERO GX」および「マリオカート GC(仮称)」に対応する、ニンテンドー ゲームキューブ専用ステアリングコントローラ「SPEED FORCE（LGRC-10000）」を同年7月25日に発売すると発表[63]。
  - 7月24日 - 任天堂、阪神タイガースと共同で阪神タイガースが優勝した場合のみ発売されるニンテンドー ゲームキューブ本体と「ニンテンドー ゲームキューブ ゲームボーイプレーヤー（DOL-017）」を同梱した「エンジョイプラスパック」の阪神タイガース2003年優勝記念モデルを優勝翌日からの日本国内販売を企画していると発表[64]。
  - 8月 - 松下電器産業、ニンテンドー ゲームキューブの互換機DVD/ゲームプレーヤー「Q」（SL-CG10）専用ゲームボーイプレーヤー（SH-GB10-H）を同年10月1日より発売することを発表[65]。
  - 9月22日 - ニンテンドー ゲームキューブ向けの開発機材を製作しているSN SystemsとNOA、英国の4つの大学に開発機材の「SN-TDEV」を提供し、任天堂の公式のデベロッパーとしてシラバスに組み込めるようにすると発表[66]。
  - 10月3日 - 任天堂、ニンテンドー ゲームキューブの日本市場におけるメーカー希望小売価格を、同年10月17日から税別14,000円に改定するとともに、同年10月10日から「エンジョイプラスパック」にメモリーカード251（DOL-014）を追加同梱して発売すると発表[67]。
- 2004年
  - 3月19日 - デジタルAV出力端子をニンテンドー ゲームキューブ本体から取り除いた仕様のDOL-101へ順次切り替えていく予定であることを発表。
  - 3月22日 - 同年4月からの総額表示義務化に伴い、価格を税込14,000円に改定。エンジョイプラスパックも同様に価格を税込19,800円に改定。
  - 7月22日 - エンジョイプラスパックに、「クリア」色のコントローラをさらに加えた「エンジョイプラスパック プラス」を発売。希望小売価格は税込19,800円。本体色は「シルバー」色のみ。
- 2005年10月27日 - 希望小売価格を廃止し、オープン価格に変更。エンジョイプラスパック、エンジョイプラスパック プラスも同様にオープン価格に変更。
- 2006年12月2日 - 日本において、本機と互換性のある次世代機「Wii」[68]発売。ニンテンドー ゲームキューブのディスクを入れてプレイできる最後のハードである。
- 2007年12月31日 - ニンテンドーゲームキューブ (初代) 生産終了
- 2008年
  - 3月 - 日本での販売台数404万台、北米で1294万台、その他477万台で全世界累計販売台数は2174万台[1]。
  - 4月24日 - Wii本体色に合わせたニンテンドー ゲームキューブ コントローラ（ホワイト）が日本で発売[69][70]。
- 2008年
  - 9月 - ニンテンドーゲームキューブ (カラーバリエーション) 生産終了
- 2012年
  - 7月 - 任天堂、ニンテンドー ゲームキューブの日本国内での修理サポートを終了[71]。
- 2014年12月6日 - Wii U用ソフト『大乱闘スマッシュブラザーズ for Wii U』の日本発売に合わせ、ニンテンドー ゲームキューブ コントローラ（スマブラブラック・スマブラホワイト）を発売[72]。
- 2018年11月16日 - Nintendo Switch用ソフト『大乱闘スマッシュブラザーズ SPECIAL』発売に先立って、ニンテンドー ゲームキューブ コントローラ（スマブラブラック）を発売[73]。
- 2025年6月5日 - Nintendo Switch 2向けサービスとして、『ニンテンドー ゲームキューブ Nintendo Classics』配信開始。

## ハードウェア
開発コードネームは「Dolphin」。

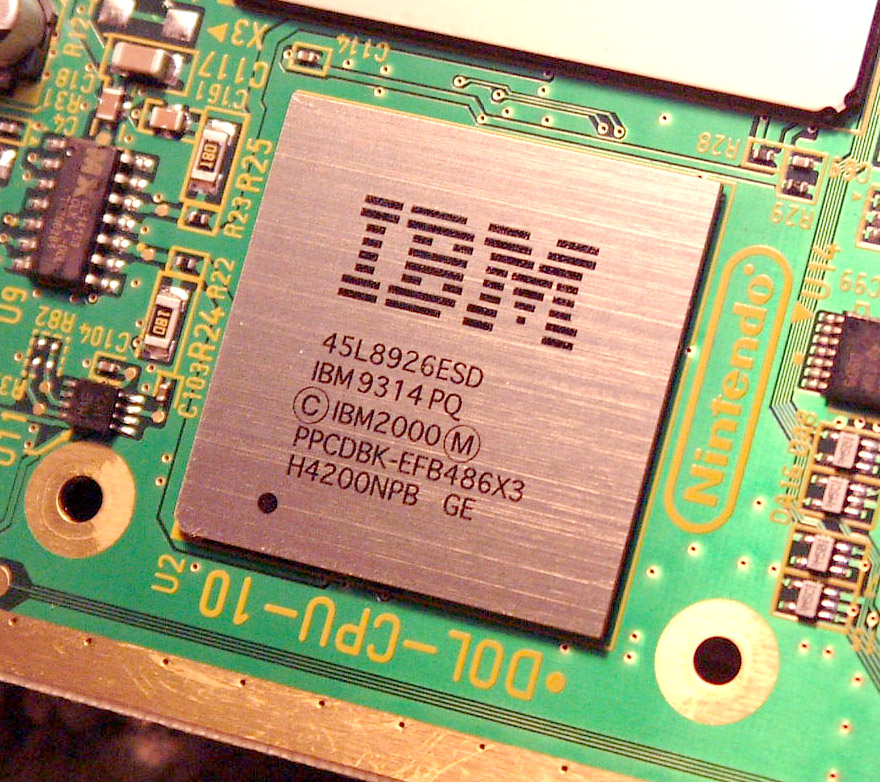
CPU（Gekko 45L8926ESD）

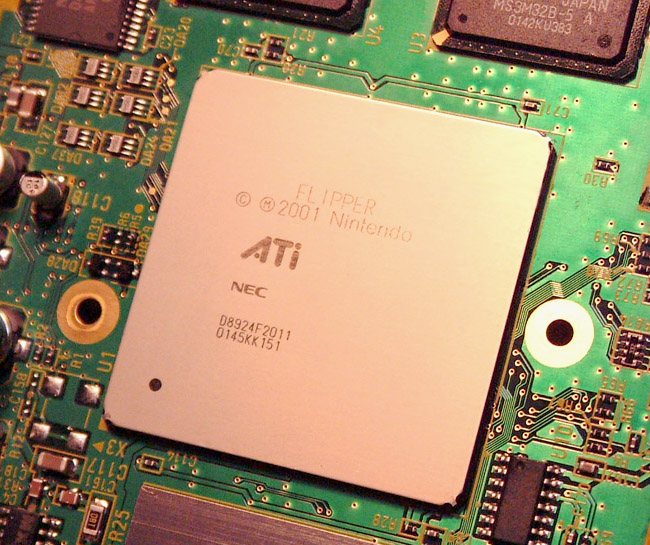
システムLSI（FLIPPER uPD8924F2011）

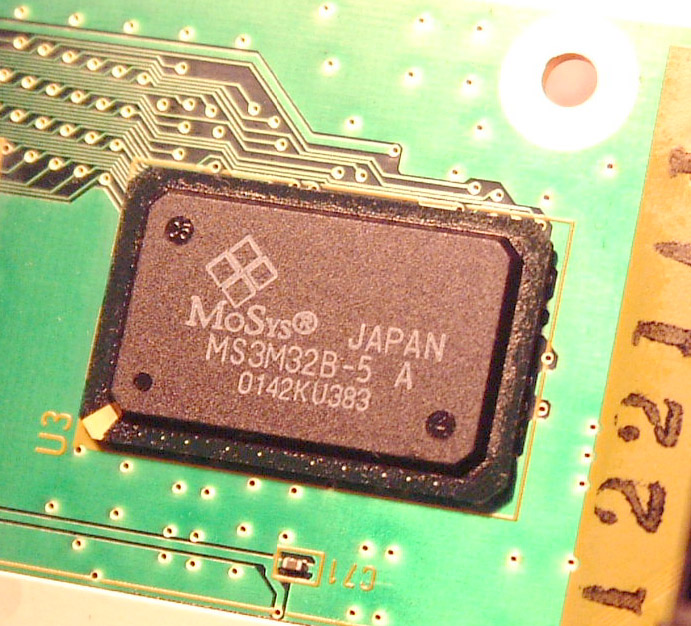
フレームバッファ・テクスチャキャッシュ（1T-SRAM MS3M32B-5）

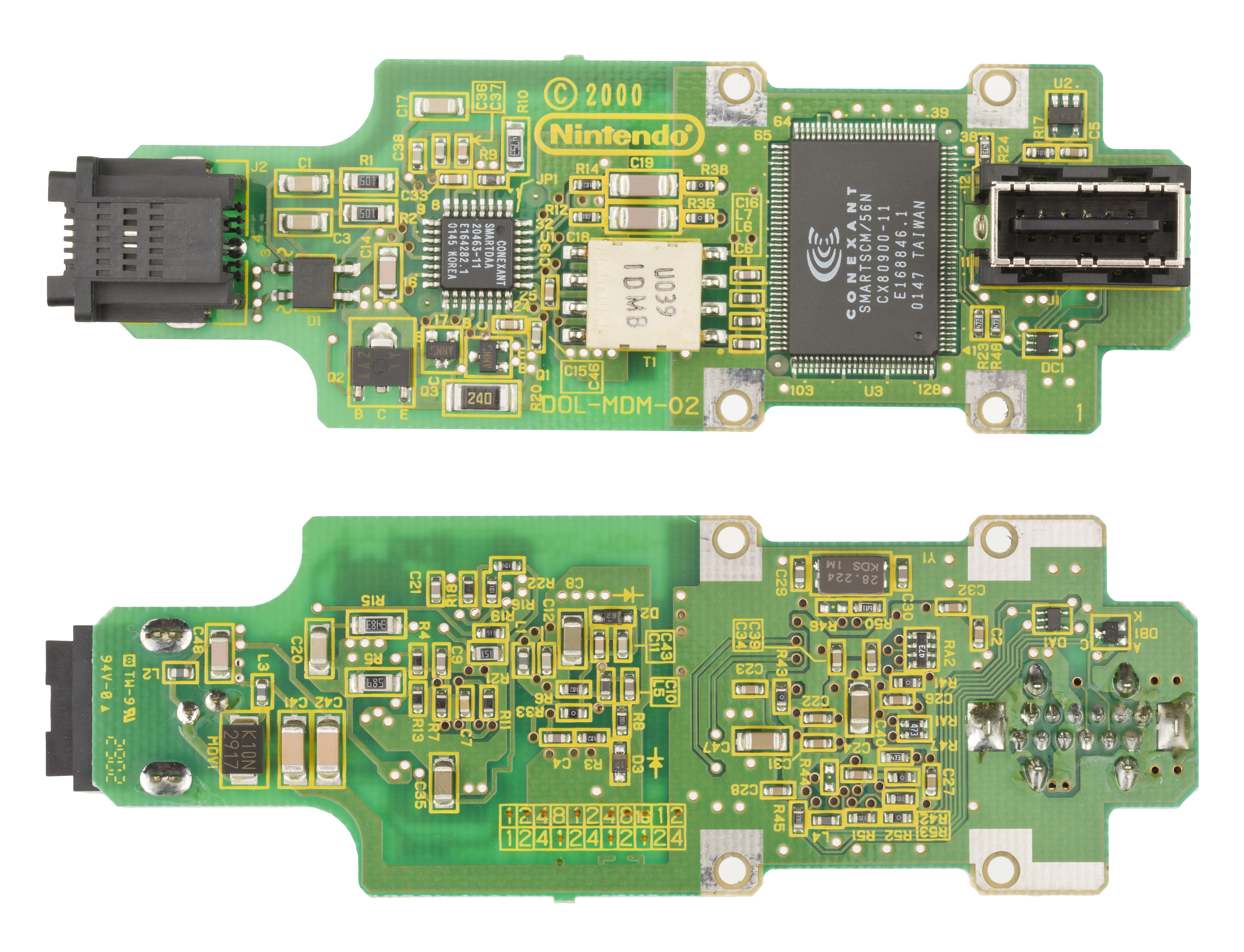
Conexantのロゴが印字された半導体を装着するモデムアダプタ（DOL-012）の基板。

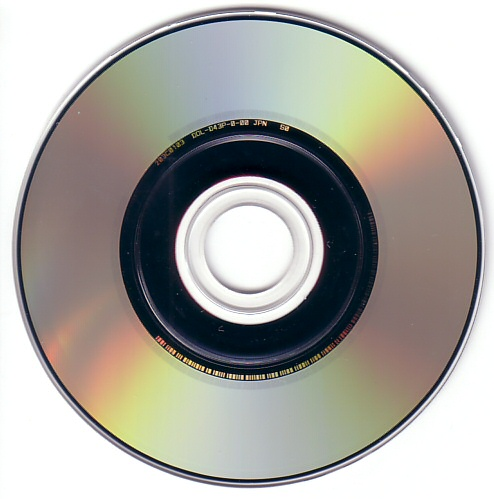
ニンテンドー ゲームキューブ用ディスク

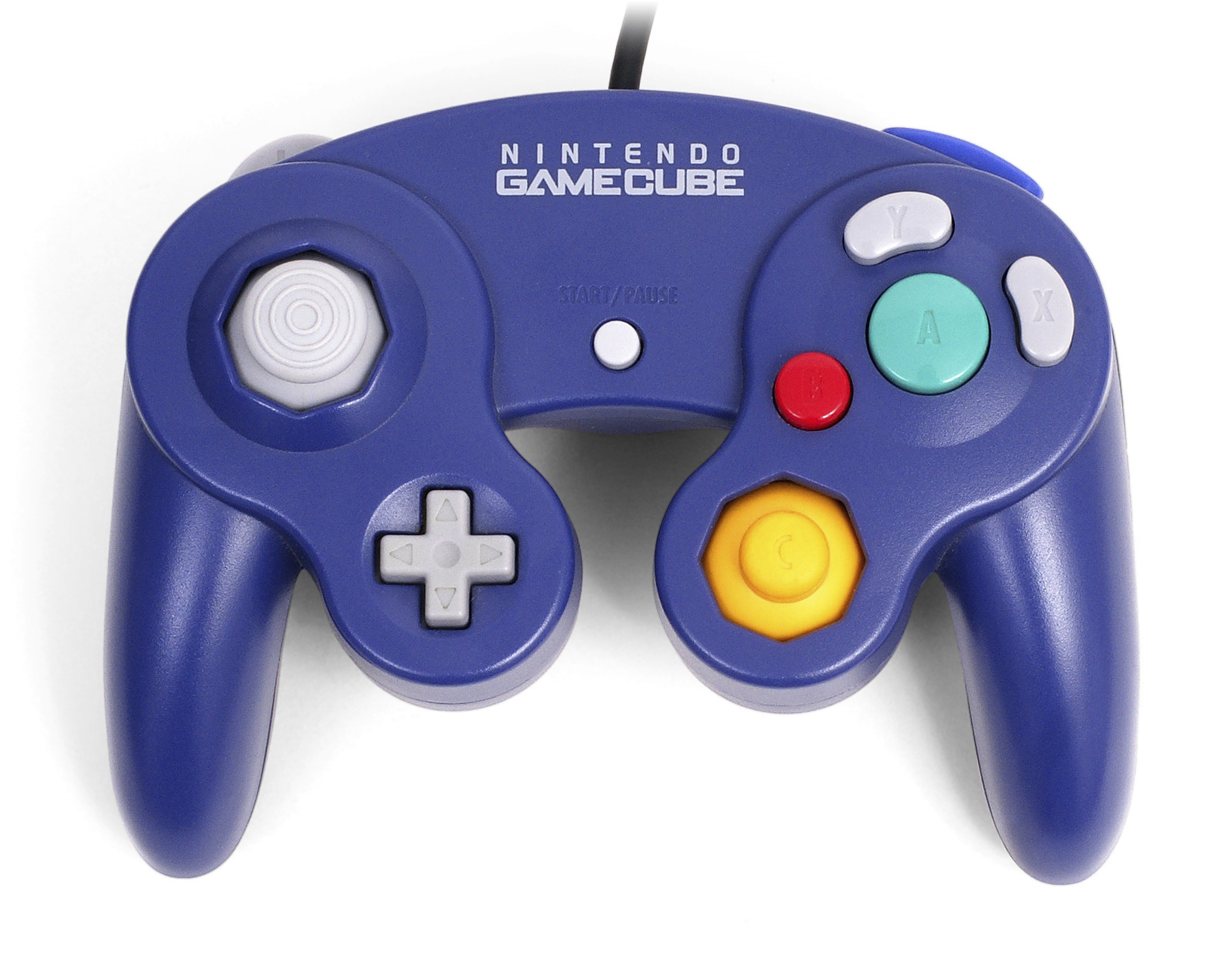
ニンテンドー ゲームキューブ コントローラ（DOL-003）。

NINTENDO 64では開発の困難さからソフト不足が発売当初から最後まで一貫して続いていた。この事に対しての反省や教訓から瞬間最大性能の高さよりも、安定的に高性能を発揮し、ビデオ・ゲームを作りやすいハードウェアとすることを念頭に開発された。2001年当時、任天堂取締役経営企画室室長の岩田聡によると「開発で最初に重要視したのが「数字主義、スペック主義からの決別」」である。いくらスペックが素晴らしくても、実際にソフトを開発してみると使えないスペックが多く、スペックが嘘になってしまう上に、最適化・チューニング作業に開発者が多くの時間を割かざるを得ない状況を踏まえ、「ピーク性能を重要視するのでなく、現実的にゲームづくりで使える実効性能を重要視」している。ニンテンドー ゲームキューブのスペックは、NINTENDO 64と比較してCPU速度を10倍、グラフィック処理速度を100倍を念頭に開発されたが、ピーク性能上はそれを満たしていない。しかし、岩田によると「実効性能としてはまさに依頼したCPU10倍、グラフィック100倍が達成できた」としている。絵を描く、音楽を鳴らす、ゲームを動かすというデータ処理の全てをCPUが行うものではなく、キレイに他の部品に分担させるという技術が確立した。
CPU
PowerPC 750CXeを基にIBMが拡張した独自CPU「Gekko」を使用している。
IBMの銅チップ技術は、同じクロック速度でIntelのアルミニウムPentiumチップよりも高速に動作し、低消費電力を特徴とし、低温で動作するとされている。
メモリ
MoSysの開発した1T-SRAMを採用し、DRAM並のコストでSRAM並のアクセス速度を実現している。
コストの制約から搭載量は24MBにとどまったが、16MBのシンクロナイズドDRAMで補い、グラフィックチップのダイ上にグラフィックメモリを混載することによって、高速なアクセスを維持している。
グラフィックチップ
「Flipper」は、ArtXが開発した。同社がATI Technologiesに買収されたことにより「Flipper」はATI Technologiesのものとなり、ニンテンドー ゲームキューブの筐体にはATI Technologiesのロゴが貼付されている。
製造はNECにより行われた。
光ディスク
ゲームソフトのグラフィック向上に伴うの大容量化に対応するため、任天堂の家庭用ゲーム機としては初めて、メディアとして光ディスクを採用した。
光ディスクは、任天堂と松下電器産業（現・パナソニック）が共同開発した、DVDをもとにした独自規格で、直径は8センチメートル、データ容量は約1.5GB。CAV方式とすることで高速なデータ読み込みを実現している。
データ読み込みの速さ以外にも、普及している一般的な規格と異なるものにすることで、違法コピーを作りにくくするという海賊版対策もあり、松下電器産業の著作権保護技術が使われている。

なお、ニンテンドー ゲームキューブでは読み込んでいるゲームキューブディスクのソフトをプレイしている時以外なら、電源を切らずにゲームキューブディスクを入れ取り出したり、ディスクカバーを開閉しても認識されるようになった。ニンテンドー ゲームキューブメニューをゲームプレイ表示しているときにゲームキューブディスクをセットすると、自動的にこのゲームタイトルのロゴが選択された状態になる。
コントローラ

NINTENDO 64のコントローラブロスより小さくなり、グリップを2つに改めた。
操作系を左手・右手の2系統にまとめ、Aボタンをホームポジションとすることで、他のボタンの役割を明確にした。
機能面でも、新たにアナログスティックを1本、アナログトリガーを左右に1つずつ設け、振動モーターも内蔵された。
前身ハード「NINTENDO 64」同様、本体の電源を入れたときのコントロールスティックの位置を中心として認識する仕組みである。左側には改良型のコントロールスティック・左下の十字ボタンに側面のLトリガーボタン、右側には一際大きなAボタン（緑）を中心にして、周囲にBボタン（赤）・Xボタン（灰）・Yボタン（灰）が配されている。ほかにはNINTENDO 64のCボタンユニットに代わって右下には3Dスティックと同じ構造のCスティック（黄）、側面のRトリガーボタン・Zトリガーボタン（青）を配する。中央にはSTARTボタンがある。L・Rトリガーボタンは押し込む深さによって強弱がつけられ、最後まで押し込むともう一段階クリックできるようになっている。モーターが内蔵され、ソフトウェアに反応してコントローラが振動する。また、ニンテンドー ゲームキューブ本体の電源を切らずにニンテンドー ゲームキューブコントローラを抜き差ししても接続されるようになった。ニンテンドー ゲームキューブ本体にニンテンドー ゲームキューブコントローラを接続すると、自動的にこの操作された状態になる。
内蔵電池
本体には時刻などの本体設定を記憶しておくためリチウム電池を内蔵している。この電池は市販品でないため、任天堂での交換が必要だった。
内蔵機能
起動音は3つあり、1PのコントローラのZボタンを押しながら起動させると変化する。1Pから4PのコントローラのすべてのZボタンを押しながら起動でさらに変化する。
メニュー画面で流れているBGMを16倍速で再生すると、ファミリーコンピュータ ディスクシステムの起動時の音楽とほぼ同じメロディになる。
言語設定
ニンテンドー ゲームキューブの本体の表示言語では、欧州発売版以外は各国発売版の言語のみの固定しており、欧州発売版では、英語・フランス語・イタリア語・スペイン語・ドイツ語・オランダ語に言語を変更することが可能。
なお、本体内部には3D対応の回路が組み込まれており、『ルイージマンション』では対応していた。また、周辺環境を整えればその機能も使えたが、当時はまだ立体視用の液晶が非常に高価で、実用には至らなかった。

### 本体機能

#### ニンテンドー ゲームキューブ メニュー
カレンダー
新たに日付設定と時計設定を搭載した。
メモリーカード
新たにメモリーカードスロットを搭載した。スロットAとスロットBにメモリーカードを抜き差しても認識する。セーブデータはゲームソフトのアイコンも表示され、コピー・移動・削除することが可能。
オプション
新たにサウンド設定と画面ヨコ位置設定も搭載した。サウンド設定では、モノラル・ステレオにサウンドを変更することが可能。画面ヨコ位置設定では、画面の位置を変更することが可能。
ゲームプレイ
ニンテンドー ゲームキューブ（以下GC）用ソフトのディスクが入っていない・ディスクカバーが開いた状態の「ゲームキューブディスクをセットしてください。」のメッセージ表示される。また、GC用ソフトのディスクを読み込むと「ディスクを読み込んでいます。」のメッセージが表示され、認識すると「START/PAUSEボタンでゲームスタート!」のメッセージが上に表示される。

### 仕様
ニンテンドー ゲームキューブのハードウェア仕様については任天堂が公開、詳説している。
- MPU （マイクロ プロセッシング ユニット）
  - CPU:IBM PowerPC “Gekko”485 MHz
  - CPU性能:1125DMips （Dhrystone2.1）
  - 内部データ精度:32 bit 整数 & 64 bit 浮動小数点
  - 外部バス 転送速度:1.3 GB/秒（ピーク）32 bitアドレス・64 bitデータバス 162MHz
  - 内部キャッシュ:L1…命令32 KB、データ32 KB （8way） L2…256 KB （2way）
- システムLSI:“Flipper”（NEC製DRAM混載）162 MHz
  - 混載フレームバッファ:約2 MB、持続レイテンシ性能 6.2 ns （1T-SRAM）
  - 混載テクスチャキャッシュ:約1 MB、持続レイテンシ性能 6.2 ns （1T-SRAM）
  - テクスチャRead転送速度:10.4 GB/秒 （ピーク）
  - メインメモリ 転送速度:2.6 GB/秒 （ピーク）
  - ピクセル:カラー & Zバッファ 各々24 bit
  - 画像処理機能:フォグ・サブピクセルアンチエイリアス・光源演算ハードx8・アルファブレンド・バーチャルテクスチャ設計・マルチテクスチャ/バンプ/環境マップ・MIPMAP/Bilinear/Tri-linear/Anisotropicフィルタ・テクスチャデータリアルタイム解凍（S3TC）・flicker除去3ラインフィルタ演算ハード・ディスプレイリストリアルタイム解凍
- サウンド（Flipper内蔵）:専用16 bit-DSP 81 MHz
  - DSP インストラクションメモリ:8 KB RAM+8 KB ROM
  - DSP データ メモリ:8 KB RAM+4 KB ROM
  - 同時発音数:ADPCM：64 ch
  - サンプリング周波数:48 kHz
- 表示性能
  - 浮動小数点演算システム性能:10.5GFLOPS（ピーク）
  - 実力表示性能:600万 - 1200万ポリゴン/秒 （ピーク）（実際のゲームを想定した複雑さのモデル及びテクスチャ等での表示性能）
- システムメモリ（計40 MB）
  - メインメモリ“Splash”24 MB
  - 持続レイテンシ性能:約10 ns (1T-SRAM)
  - A-メモリ:“Auxiliaryメモリ（補助メモリ）”16 MB （81 MHz DRAM）
- ディスクドライブ（CAV方式）
  - 平均アクセスタイム:128 ms
  - データ転送速度:16 Mbps - 25 Mbps
  - メディア: 松下製、直径8 cm光ディスク 約1.5 GB
- インターフェース
  - コントローラポート ×4
  - メモリカード スロット ×2
  - アナログAV出力 ×1
  - デジタルAV出力 ×1 （型番DOL-101にはなし）
    - この端子に出力されている信号はデジタルだが、D端子ビデオケーブルまたはコンポーネントビデオケーブルの内部でデジタルからアナログへ変換されている[92]。

  - ハイスピード シリアルポート ×2
  - ハイスピード パラレルポート ×1
- 本体寸法（突起部分を除く） 150 mm(幅)×110 mm(高さ)×161 mm(奥行)
- 質量 約1.4 Kg
- 使用電源:専用ACアダプタ DC12 V ×3.5 A

### 販売台数
| 会計年度 | ハード（万台） | ハード（万台） | ハード（万台） | ハード（万台） |
| 会計年度 | 国内           | 米大陸         | その他         | 計             |
| -------- | -------------- | -------------- | -------------- | -------------- |
| 2002年   | 157            | 222            | 1              | 380            |
| 2003年   | 90             | 291            | 194            | 576            |
| 2004年   | 99             | 272            | 132            | 502            |
| 2005年   | 34             | 261            | 98             | 392            |
| 2006年   | 20             | 172            | 44             | 235            |
| 2007年   | 2              | 63             | 8              | 73             |
| 2008年   | 2              | 13             | 1              | 16             |
| 累計     | 404            | 1,294          | 477            | 2,174          |

## 本体
本体および関連製品の型番にはDOLがつけられている。
2001年9月14日に発売した際の本体色はバイオレット。型番はDOL-S-VTA(JPN)。本体には同色のコントローラー1個が同梱。
- DOL-001，ニンテンドー ゲームキューブ。前期型。
  - DOL-001(JPN)，L-DOL-JPN，日本向け製品，日本製，2001年9月14日発売。
  - DOL-001(JPN)，L-DOL-JPN-1，日本向け製品，日本製。
  - DOL-001(JPN)，C/L-DOL-JPN，日本向け製品，中国製。
  - DOL-001(USA)，L-DOL-USA，北米向け製品，日本製，2001年11月18日発売。
  - DOL-001(USA)，C/L-DOL-USA，北米向け製品。中国製。
  - DOL-001(EUR)，L-DOL-EUR，欧州向け製品，日本製，2002年5月3日発売。
  - DOL-001(EUR)，C/L-DOL-EUR，欧州向け製品。中国製。
  - DOL-002(BRA)，ブラジル向け製品。ブラジル製，2002年8月23日発売[94]。
- DOL-101，ニンテンドー ゲームキューブ。後期型。DOL-001とほぼ同じでマイナーチェンジ、デジタルAV出力ポート、シリアルポート2が削除され、端子接続ポートがひとつになった。また、ネームプレートの交換が不可能になった。エンジョイプラスパックは2004年7月ごろから、単体版は2005年1月ごろから店頭に並び始めた。
  - DOL-101(JPN)，C/L-DOL-JPN-VA，日本向け製品，中国製。
  - DOL-101(USA)，C/L-DOL-USA-VA，北米向け製品，中国製。
  - DOL-101(EUR)，C/L-DOL-EUR-VA，欧州向け製品，中国製。
  - DOL-101(EUR)，C/L-DOL-EUR-VA-1，欧州向け製品，中国製。
  - DOL-101(EUR)，C/L-DOL-EUR-VA-2，欧州向け製品，中国製。

### カラーバリエーション
限定・非売品を除く本体のカラーバリエーションはバイオレット、オレンジ、ブラック、シルバーの4種類でコントローラーはそれに加えてバイオレット&クリア、エメラルドブルー、ホワイトの7種。
日本
- オレンジ - 2001年11月21日発売の「ニンテンドー ゲームキューブ（DOL-S-OA(JPN)）」に同梱。
- ブラック - 2001年11月21日発売の「ニンテンドー ゲームキューブ（DOL-S-KA(JPN)）」に同梱
- シルバー - 2002年12月1日発売の「ニンテンドー ゲームキューブ（DOL-S-PLA(JPN)）」に同梱。

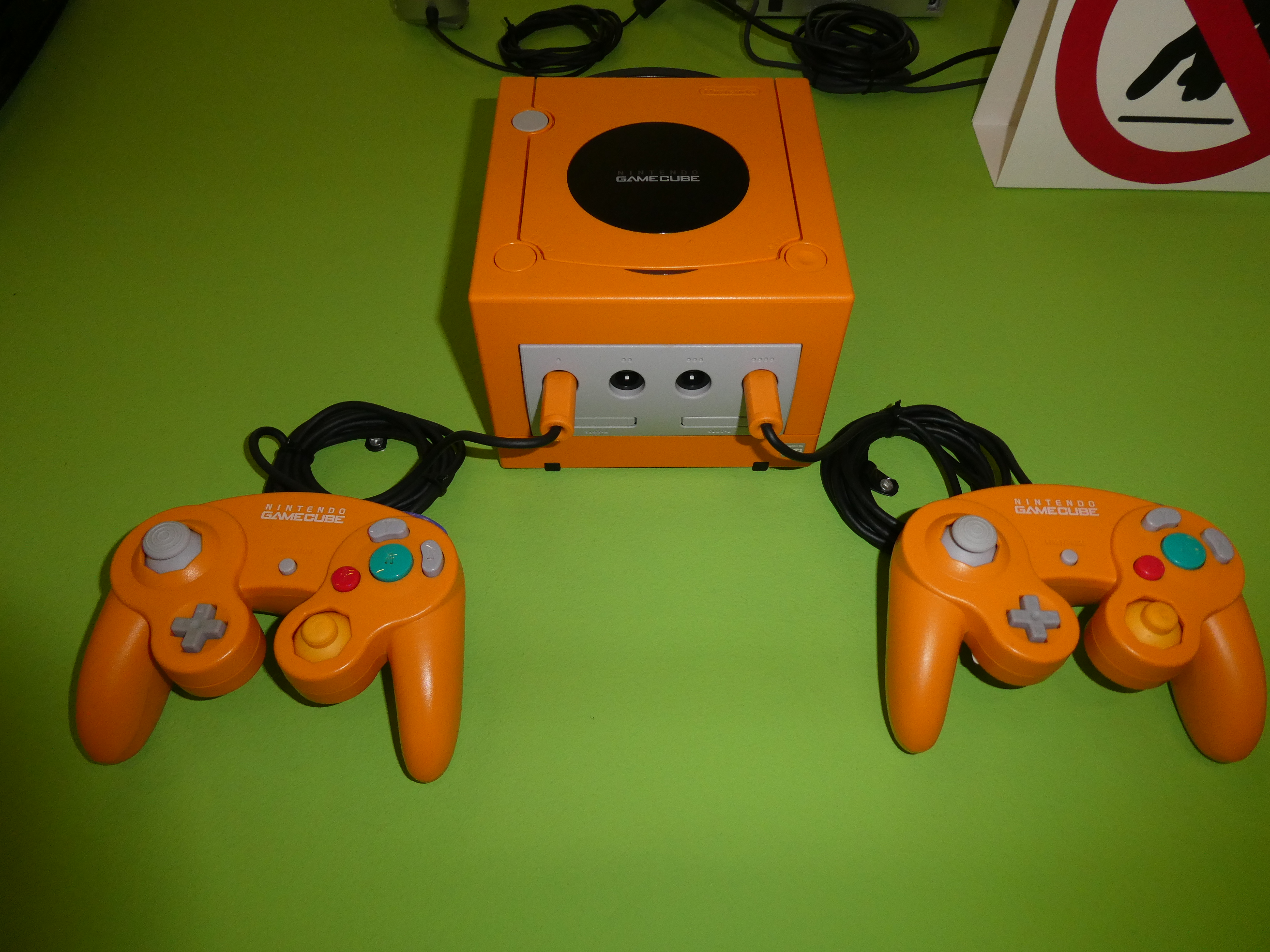
オレンジ
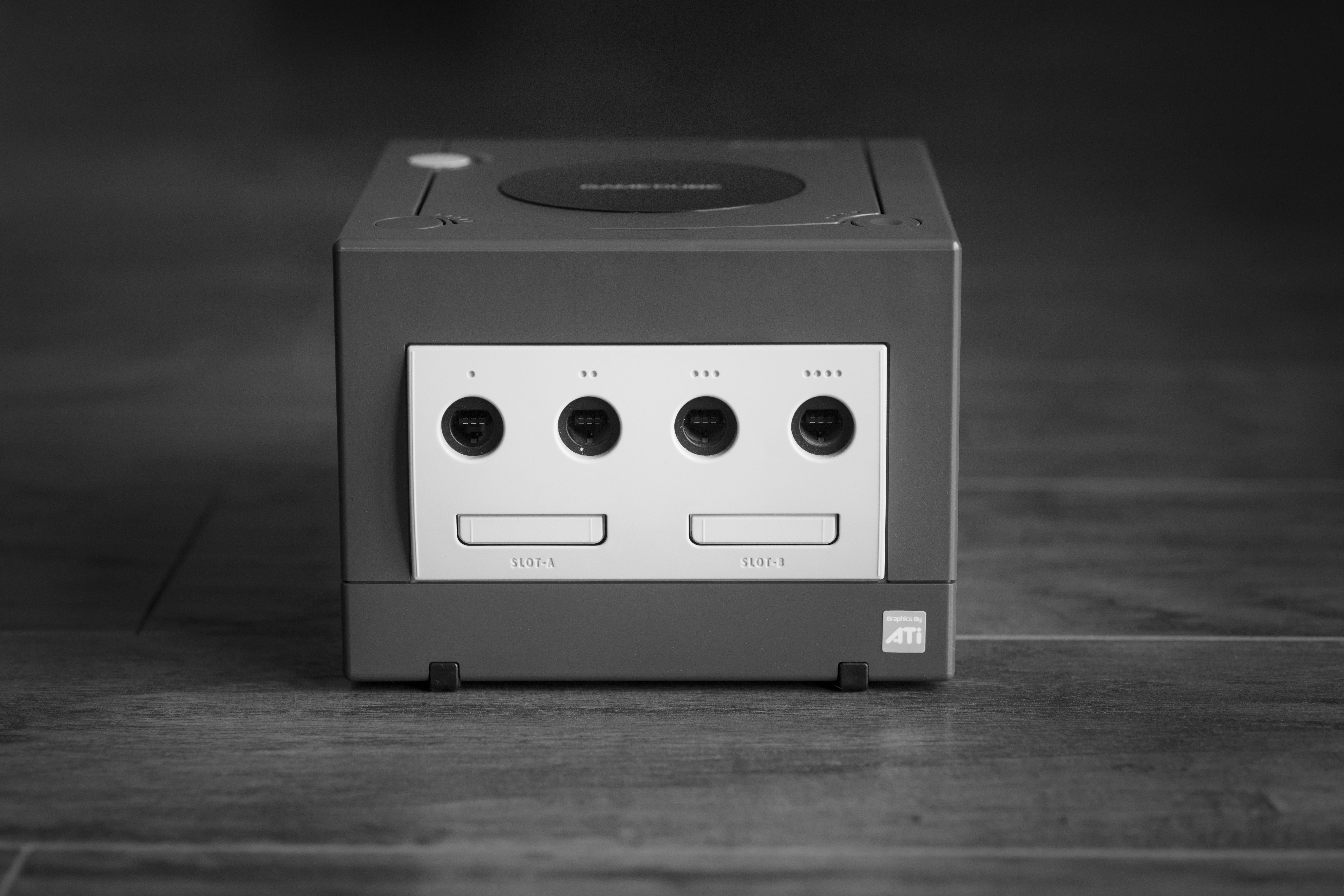
ブラック
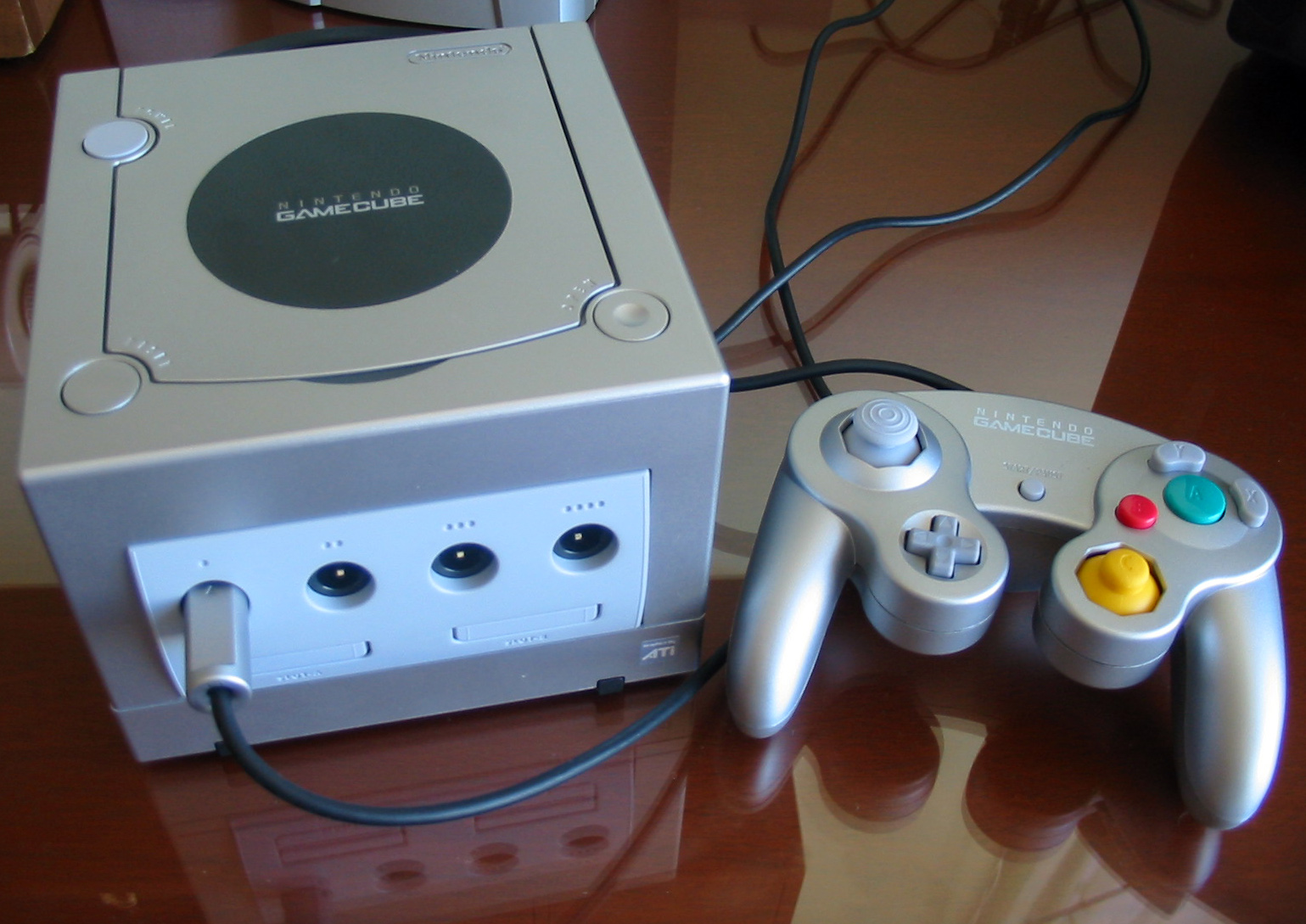
シルバー

限定カラー
- シンフォニックグリーン - 2003年8月29日発売の「テイルズ オブ シンフォニア＋エンジョイプラスパック シンフォニックグリーンエディション」に、「シンフォニックグリーン」色の本体（DOL-001(JPN)）、コントローラ（DOL-003）及びゲームボーイプレーヤー（DOL-017）が同梱された。税別28,000円。
- 縦縞模様 - 2003年8月29日発売の「ニンテンドー ゲームキューブエンジョイプラスパック 阪神タイガース2003年優勝記念モデル」に、「縦縞模様」柄のオリジナル・ネームプレート（DOL-018）付きの本体（DOL-001(JPN)）、コントローラ（DOL-003）が同梱された。希望小売価格は税別27,700円。
- シャア専用カラー - 「シャア専用カラー」のオリジナル・ネームプレート（DOL-018）付きコンソール（DOL-001(JPN)）、コントローラ（DOL-003）及びゲームボーイプレーヤー（DOL-017）が、「ニンテンドー ゲームキューブ シャア専用BOX（DOL-S-ZPZRL）」に同梱され、2003年11月27日から販売された。希望小売価格は税別21,000円。
- スターライトゴールド - 「スターライトゴールド」色のコンソール（DOL-101(JPN)）、コントローラ（DOL-003）及びゲームボーイプレーヤー（DOL-017）が、「ニンテンドー ゲームキューブ スターライトゴールド」に同梱され、2004年7月15日からトイザらスで限定販売された。価格は税込13,799円。

非売品
- クリスタルホワイト - 雑誌などの懸賞当選者へ2003年に発送された「ニンテンドー ゲームキューブ＋ゲームボーイプレーヤー エンジョイプラスパック クリスタルホワイトエディション」に、「クリスタルホワイト」色の本体（DOL-001(JPN)）、コントローラ（DOL-003）及びゲームボーイプレーヤー（DOL-017）が同梱された。懸賞は2003年8月8日に発売されたソフトウェア「ファイナルファンタジー クリスタルクロニクル」の関連企画で、当選者数は、集英社の少年3誌合同で150名、KADOKAWA Game Linkageの3媒体合同で若干名、スクウェア・エニックスのガイドブックで20名。

北米
- Indigo - 2001年11月18日発売[106]。
- Jet Black - 2001年11月18日発売[106]。
- Platinum - 2002年11月3日発売[107]。

欧州
- Black[108] - 2002年5月3日発売[109]。
- Purple[110] - 2002年5月3日発売[109]。

### 互換ハード

#### SL-GC10（Q）
松下電器産業（現・パナソニック）から、DVDプレーヤーにニンテンドー ゲームキューブの再生機能を追加した複合機「SL-GC10」（愛称：Q）が、2001年12月14日に日本で発売された。コードネームは「マーメイド」。
ゲーム機能およびインターフェイスはニンテンドー ゲームキューブと同等である。ドライブはCD-R/CD-RWの再生にも対応している。
筐体はキューブデザインが採用され、ニンテンドー ゲームキューブのデザインが踏襲された。色はシルバーである。本体サイズはニンテンドー ゲームキューブよりもひと回り大きい。
「GAME」スイッチを押すとゲーム側が起動するが、ゲーム上のメニューでDVD/CD用に拡張された項目などは存在しない。任天堂仕様のデジタル映像出力端子はゲーム側専用で、DVDは汎用のS/コンポジット端子からの出力のみとなっている。この端子はゲーム側の出力と兼用している。任天堂仕様のアナログ出力端子は無い。また、DVD側専用の光デジタル音声出力端子がある。電源は内蔵している。底面のサイズが違うため、拡張機器のうちゲームボーイプレーヤーは専用のもの（SH-GB10）を使う。
DVD-Videoソフトとゲームを1台の機器で楽しみたいというユーザーをターゲットに訴求した製品であったが、同様にDVD-Video再生機能を有し、同時期に販売されていたPlayStation 2のように大ヒットすることはなかった。価格は39800円。2001年12月3日～12月16日まで「ロッピー」での予約も可能だった。
「Wii」発売まではパナソニックセンター東京にあるニンテンドーゲームフロントにQが設置されており、新作ゲームの体験が可能だった。

#### RVL-001（Wii）

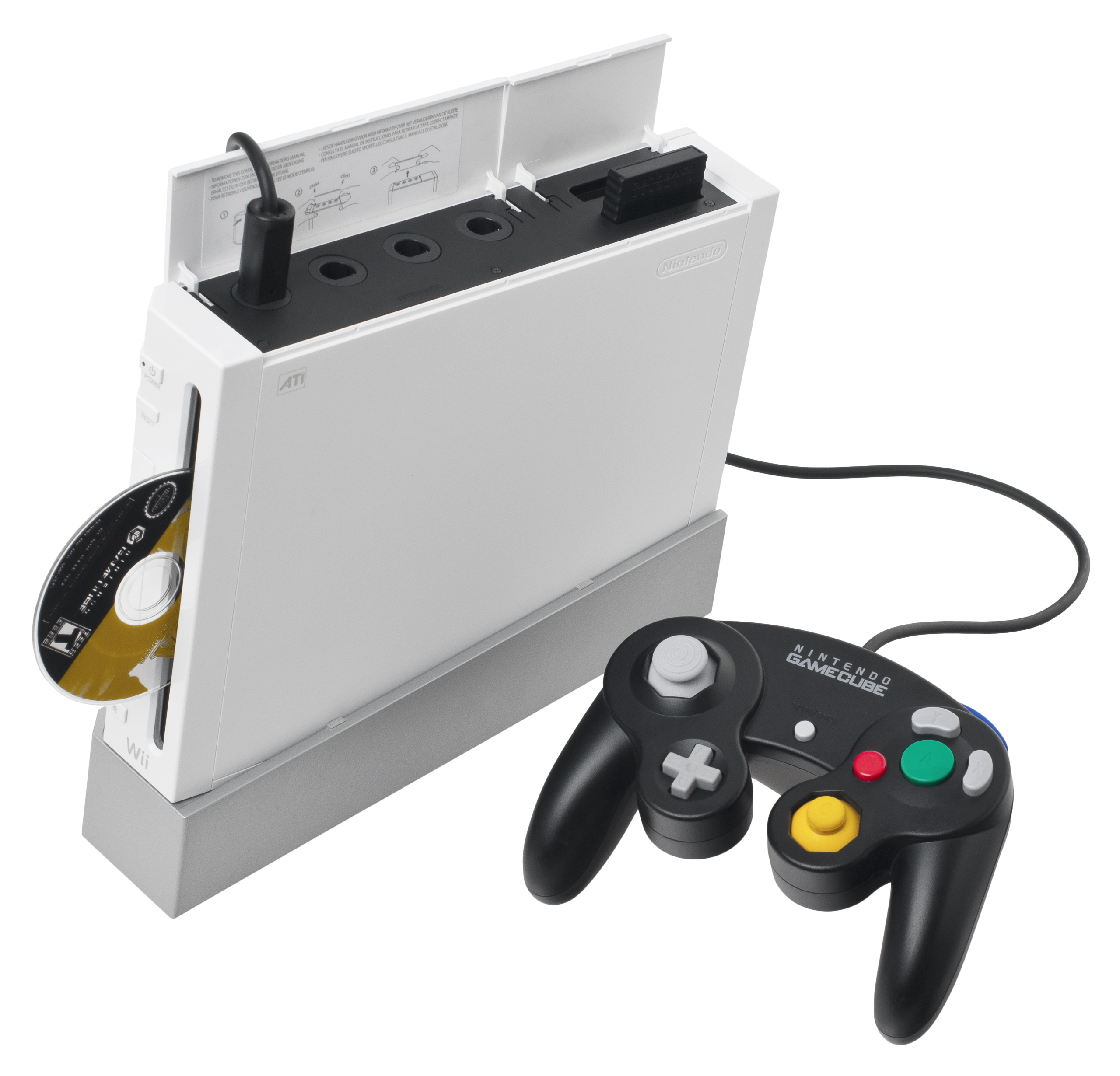
ニンテンドー ゲームキューブ コントローラを直接接続しているWii（RVL-001）。

任天堂が2006年12月に発売した家庭用ゲーム機「Wii（RVL-001）」はニンテンドー ゲームキューブとの互換性を持つ。オンライン機能は使えず、ニンテンドー ゲームキューブ用の周辺機器が必要となるが、すべてのニンテンドー ゲームキューブ用ソフトを使用できる。ニンテンドー ゲームキューブ用ハイスピードポートが廃止されたため、ニンテンドー ゲームキューブ用ハイスピードポートをモデムアダプタ及びゲームボーイプレーヤーとして周辺機器を併用していた一部のニンテンドー ゲームキューブ用ソフトがプレイ不可能になった。また、『大乱闘スマッシュブラザーズX（RVL-RSBJ）』などニンテンドー ゲームキューブ コントローラ対応のWii用ソフトも何作か発売された。2013年10月にはWii本体の生産が終了され、ニンテンドー ゲームキューブ用ソフト（ディスク）が動作するハードウェアがすべて生産終了していた。

## 周辺機器

### 任天堂製品
- コントローラ（DOL-003）
- ワイヤレスコントローラ ウェーブバード（DOL-004）
- モデムアダプタ（DOL-012）
- ブロードバンドアダプタ（DOL-015）
- ゲームボーイプレーヤー（DOL-017）
- ゲームキューブマイク（DOL-022）

| 型番           | 名称                                  | 備考 | 発売日         |
| -------------- | ------------------------------------- | --- | -------------- |
| DOL-002        | ACアダプタ                            | GC用のACアダプタで本体に同梱されている。 |                |
| DOL-003        | コントローラ                          | GC用のコントローラ。本体同色のものが1つ同梱されている。通称GCコン。 Wiiでも、バーチャルコンソールや一部のWii専用ソフトで使用可能。また、別売りの接続タップ使用でWii U「大乱闘スマッシュブラザーズ for Wii U」、Nintendo Switch「大乱闘スマッシュブラザーズ SPECIAL」でも使える。 モーターが内蔵されており、ゲーム内で設定するだけで振動する。 2014年12月に発売されたスマブラホワイト・スマブラブラック、2018年11月に発売されたスマブラブラックはケーブルが3メートルに長くなっている。 |                |
| DOL-003（-01） | コントローラ                          | 2008年4月から製造・販売されているコントローラのモデル。 上記のものとほぼ同一仕様だが、ケーブルが3メートルに長くなっている。 また、パッケージや配色がWiiを意識した色になっており、Wiiユーザーをターゲットにしていると推測される。 本体価格が従来品より安い2,000円で、色はホワイト。 | 2008年4月      |
| DOL-004        | ワイヤレスコントローラ ウェーブバード | アルカリ単三電池2本で約100時間使えるワイヤレスのコントローラ。 振動機能は非搭載。ゲームボーイアドバンス用バッテリーパックAGB-003も使える。 Wiiでも使用可能であるが、WiiConnect24の設定をONにしている場合に限り、電波干渉が起こり通信に支障が出る可能性がある。そうなった場合、使用を控えるかチャンネル設定を変更するようにWii本体の取扱説明書に記載されている。 | 2002年12月5日  |
| DOL-005        | ワイヤレスレシーバー                  | ウェーブバードの受信機。 ほかの機器と干渉しないように16のチャンネルが用意されている。通信可能距離は約6メートル。 Wiiでも使用可能。電波干渉による通信障害が起こった場合はチャンネル設定を1、2、13、14、15、16のどれかに優先して変更するようにWii本体の取扱説明書に記載されている。 | 2002年12月5日  |
| DOL-006        | ゲームキューブディスク                | ゲームが収録されているGC専用光ディスク。Wiiでも使用可能。 |                |
| DOL-007        | ディスクケース                        | ソフトに付属。バリエーションとして2枚組用やGBA用カートリッジが収納可能なものがある。 どのタイプもメモリーカードを1枚収納可能。 |                |
| DOL-008        | メモリーカード59                      | ゲームデータ保存用のメモリーカード。色はライトグレーで、1ブロック64kbit・59ブロック。計4Mbit（512KB）の容量を持つ。 また、Wiiでも使用可能。発表当時は「デジカード」という名称だった。WiiのSDカードの代わりとして使用することはできない。 |                |
| DOL-009        | D端子ビデオケーブル                   | S映像よりさらに鮮明な画質を表示できるようになる。プログレッシブ出力対応。 GC側のプラグ内にD/Aコンバータを内蔵している。 後期型（DOL-101）には使えない。 |                |
| DOL-010        | コンポーネント ビデオケーブル         | 画質・規格はD端子ビデオケーブル（DOL-009）と同じ。 GC側のプラグ内にD/Aコンバータを内蔵している。 後期型（DOL-101）には使えない。 |                |
| DOL-011        | GBAケーブル                           | GBAとGCを接続するためのケーブルで、GCとGBAを連携させて遊ぶことができる。GCソフトの約58タイトルがこれに対応しており、Wiiでも使用可能。 | 2001年12月14日 |
| DOL-012        | モデムアダプタ                        | 56kbps,V.90対応モデム（サービスは既に終了）。 ゲームキューブ本体のシリアルポート1に装着して使う。 | 2002年9月12日  |
| DOL-013        | RGBケーブル                           | ヨーロッパのSCART端子（EuroConector）に接続するためのAVケーブル。 ヨーロッパ版GCの「ANALOG AV OUT」に接続する。 | 日本未発売     |
| DOL-014        | メモリーカード251                     | ゲームデータ保存用のメモリ。色はブラックで、1ブロック64kbit・251ブロック。計16Mbit（2MB）の容量を持つ。 メモリーカード59（DOL-008）よりも容量が大きいが、使用の際はいくつかの制限がある。また、Wiiでも使用可能。 『ポケモンボックス ルビー&サファイア』のみ非対応。 | 2002年7月19日  |
| DOL-015        | ブロードバンドアダプタ                | 10BASE-T対応。『ファンタシースターオンライン』『ホームランド』『マリオカート ダブルダッシュ!!』 『テン・エイティ シルバーストーム』に対応。ゲームキューブ本体のシリアルポート1に装着して使う。 | 2002年10月3日  |
| DOL-016        | モジュラーケーブル                    | モデムアダプタと壁面のモジュラーポートを繋ぐ長さ4メートルの電話線。 モデムアダプタ本体に同梱。市販品でも代用可能。ファミリーコンピュータ・64DD用のモジュラーケーブルと同じ規格。 |                |
| DOL-017        | ゲームボーイプレーヤー                | GCでゲームボーイ（GB）・ゲームボーイカラー（GBC）・ゲームボーイ＆カラー共通・ゲームボーイアドバンス（GBA）のソフトが 遊べるようになる周辺機器。ゲームキューブ本体下面のハイスピードポートに装着して使う。 | 2003年3月21日  |
| DOL-018        | ネームプレート                        | ディスクカバーにある円盤状のパーツ。後期型（DOL-101）は取り外し不可能となっている。 |                |
| DOL-019        | SDカードアダプタ                      | SDカードをGCで読み込むアダプタ。Wiiでも使用可能。 『どうぶつの森e+』『ポケモンチャンネル 〜ピカチュウといっしょ!〜』に対応。 | 2003年7月18日  |
| DOL-020        | メモリーカード1019                    | ゲームデータ保存用のメモリ。色はホワイトで、1ブロック64kbit・1019ブロック。計64Mbit（8MB）の容量を持つ。 メモリーカード251（DOL-014）よりも制限が多くなり、ソフトによっては不具合が出る。 Wiiでも使用可能。 | 日本未発売     |
| DOL-021        | タルコンガ                            | タル太鼓の形をした専用コントローラ。 『ドンキーコンガ』、『ドンキーコングジャングルビート』に対応。Wiiでも使用可能。 | 2003年12月12日 |
| DOL-022        | ゲームキューブマイク                  | 音声認識用のマイク。メモリーカードスロット2に接続して用いる。 『マリオパーティ6』『マリオパーティ7』『ちびロボ!』『伝説のクイズ王決定戦』『大玉』などに対応。 Wiiでも使用可能。 | 2004年11月18日 |
| DOL-023        | 月刊任天堂カレンダーカード            | 月刊任天堂店頭デモのゲームキューブ本体メモリーカードスロットに差し込み、 ゲーム発売日までのカウントダウンなどを行ったりすることができる周辺機器。 | 非売品         |
| DOL-024        | マットコントローラ                    | 『Dance Dance Revolution with MARIO』用のダンシングマット型コントローラ。 Wiiソフト『Dance Dance Revolution HOTTEST PARTY』でも使用可能。 | 2005年7月14日  |
| DOL-025        | マイクホルダー                        | 『大玉』に同梱。ゲームキューブマイクをコントローラに固定するパーツ。 | 2006年4月13日  |
| SHVC-007       | モノラルAVケーブル                    | 映像と音声をテレビに出力するケーブル。スーパーファミコン・NINTENDO 64と共用。AV仕様ファミリーコンピュータ(NEWファミコン)でも使用可能。 | 1990年11月21日 |
| SHVC-008       | ステレオAVケーブル                    | 映像と音声をテレビに出力するケーブル。スーパーファミコン・NINTENDO 64と共用（ゲームキューブ用として販売されているものもあるが、その場合はスーパーファミコン・NINTENDO 64と共用である旨を表記してある）。 | 1990年11月21日 |
| SHVC-009       | S端子ケーブル                         | 映像と音声をテレビに出力するS端子のケーブル。スーパーファミコン・NINTENDO 64と共用（ゲームキューブ用として販売されているものもあるが、その場合はスーパーファミコン・NINTENDO 64と共用である旨を表記してある）。 | 1990年11月21日 |
| RVL-020        | SDメモリーカード 512MB                | 市販されているSDメモリーカードと機能は同じである。Nintendoのロゴが入っている。本来はWiiの周辺機器。 | 2006年12月2日  |

この他に、NINTENDO 64用の「RFモジュレータ」（NUS-003）（別途「RFスイッチ」（HVC-003）または「RFスイッチUV」（NUS-009）が必要）を流用可能。ただし、放熱口を半分塞ぐ難点がある。また、非公式のため保証対象外。

### 社外製品（ライセンス商品）
- ゲームキューブコントローラ（SH-TGC10SY-H）
- アスキー キーボード コントローラ（ASC-1901PO）
- HORIデジタルコントローラ ブラック（HGC-11）
- ファイティングスティック/キューブ（HGC-31）

日本
| 発売元       | 型番                                | 名称                                                | 備考 |
| ------------ | ----------------------------------- | --------------------------------------------------- | --- |
| 松下電器産業 | SH-TGC10SY-H                        | ゲームキューブコントローラ                          | DVD/ゲームプレイヤー「Q」に付属のコントローラ。機能や形状は純正のものと違いはないほか、純正の型番であるDOL-003が刻まれているが、NintendoのロゴがPanasonicになっている。 |
| 松下電器産業 | N2QAJB000034                        | リモコン                                            | DVD/ゲームプレイヤー「Q」専用のリモート・コントローラ。 |
| 松下電器産業 | SH-GB10-H                           | DVD/ゲームプレイヤー「Q」専用ゲームボーイプレーヤー | DVD/ゲームプレイヤー「Q」専用のゲームボーイプレイヤー。 |
| アスキー     | ASC-1901PO                          | アスキーキーボードコントローラ                      | 2002年9月12日発売。 |
| サミー       | SMY-1901PO                          | サミーキーボードコントローラ GC                     | 2003年11月27日発売。アスキーキーボードコントローラの後継。 |
| ホリ         | HGC-06-9,13,15,19(色によって異なる) | ホリパッドキューブ                                  | 2002年12月26日発売。 |
| ホリ         | HGC-11-12                           | デジタルコントローラ                                | 2003年3月21日発売。ゲームボーイプレーヤー対応。 |
| ホリ         | HGC-25-28(色によって異なる)         | メモリーカードキューブ251                           | 2003年7月25日発売。 |
| ホリ         | HGC-31                              | ファイティングスティック/キューブ                   | 2004年11月26日発売。 |
| JESNET       | JGC-001-002                         | ジョイパッドキューブミニ                            | 2004年11月11日発売。 |
| ピンチェンジ | OHC-100                             | 牡丹さん                                            | 「お遍路さん」専用コントローラ。2003年4月24日発売。 |
| ピンチェンジ | OHH-100                             | 印籠くん                                            | 「お遍路さん」専用歩数計。2003年4月24日発売。 |
| ロジクール   | LGRC-10000                          | SPEED FORCE                                         | ステアリングコントローラ。2003年7月25日発売。 |

## ソフトウェア
ディスクケースが北米・ヨーロッパ地域と日本地域でサイズが変更された唯一のゲーム機であり、日本でのみ透明かつ、ジャケットを中に入れることができない小型ケースが採用されていた。パッケージジャケットは紙製スリーブをケースに被せる形でソフトの出し入れの際に痛みやすい欠点があった。ゲームキューブは低年齢層のユーザーが多かったこともありスリーブが破損や破棄されたソフトが多く中古ソフト市場で状態の良い完品の物は極端に少ない。各地域ともローンチタイトルは『ウェーブレース ブルーストーム』、『ルイージマンション』、『スーパーモンキーボール』の3タイトル。最後のタイトルは、日本では2006年12月2日にオンライン限定で発売された『ゼルダの伝説 トワイライトプリンセス』、北米では2007年8月14日発売の『マッデンNFL08』、欧州では2007年8月3日発売の『レミーのおいしいレストラン』。
最も売れたゲームソフトは『大乱闘スマッシュブラザーズDX』で、全世界で740万本超を販売。次いで『マリオカート ダブルダッシュ!!』の同696万本、『スーパーマリオサンシャイン』の同628万本だった。
最終的にニンテンドー ゲームキューブ向けのソフトウェアは、北米で761種、欧州で472種、日本で272種が販売された。
また、ニンテンドー ゲームキューブには『ファンタシースターオンライン エピソード1&2』など、別売で用意されるモデムアダプタ（DOL-012）およびブロードバンドアダプタ（DOL-015）を使用する、オンラインに対応するゲームソフトが8種類発売された。
2007年4月に米国任天堂はセガのファンタシースターオンラインシリーズは、オンラインプレイでサポートされなくなったと発表した。

## その他
- 2004年1月21日に任天堂のニンテンドー ゲームキューブ上でリナックスを動作させようというプロジェクト「GameCube Linux」がサンプルプログラムの配布を開始した[138]。

### 評価
2001年9月13日にカプコンが「バイオハザード」シリーズをニンテンドー ゲームキューブ向けにのみ供給すると発表したり、2005年1月7日にコナミと任天堂が『Dance Dance Revolution with MARIO』の共同開発、9月8日にバンダイと任天堂が『SDガンダム ガシャポンウォーズ』の共同開発を発表するなどの話題はあった。また『大乱闘スマッシュブラザーズDX』や、『ゼルダの伝説 風のタクト』、『スーパーマリオサンシャイン』など、人気を博したゲームソフトも存在したが、サードパーティのソフトの売上が少なかったため、国内では不振であった前ハードのNINTENDO 64よりもさらに販売台数は下落し、好調であった北米市場でも、PowerPCよりも開発しやすいx86系CPUが搭載されたうえ、DirectXも直接動作できることからスペック上は上のXboxとPS2に追いやられる傾向があったため全体として販売台数は低調になった。本ハード販売中に起きたユーザーのゲーム離れは、以後「ゲーム人口の拡大」を根幹とする経営方針の策定、後に次世代機Wiiの開発へと繋がっていった。
しかしゲームキューブのゲームソフトはリメイクや移植が少ないのも相まって今でも一定の人気を集めている。また、ニンテンドー ゲームキューブ向けに新たに開発された、『ピクミン』、『ちびロボ!』、『メトロイドプライム』そして『ルイージマンション』は、次世代機向けにも続編が販売される、新たな人気シリーズとなった。
本体のデザインは評価され、2002年に「グッドデザイン賞」を受賞しており、コントローラも同社の次世代機以降のゲーム機でも引き続き使用でき、ユーザーから評価されている。

### 関連書籍
- 2001年11月21日 - メディアワークスが、日本で月刊誌「電撃ゲームキューブ」を「新創刊[注 7]」した[143]。
- 2015年10月23日 - Steven D. Holderが、書籍「The Nintendo GameCube[注 8]」を自費出版した[144]。
- 2017年8月16日 - Geeks-lineが、書籍「GameCube Anthologie[注 9]」を出版した[145]。
- 2020年3月27日 - ジーウォークが、書籍「ゲームキューブパーフェクトカタログ[注 10]」を出版した[146]。